# Duékoué
Duékoué este o comună din regiunea Guémon, Coasta de Fildeș.